# Saint-Laurent-de-Cerdans
Saint-Laurent-de-Cerdans (Catalaans: Sant Llorenç de Cerdans) is een gemeente in het Franse departement Pyrénées-Orientales (regio Occitanie). De plaats maakt deel uit van het arrondissement Céret. Saint-Laurent-de-Cerdans telde op 1 januari 2022 1.020 inwoners.

## Geografie
De oppervlakte van Saint-Laurent-de-Cerdans bedroeg op 1 januari 2022 45,08 vierkante kilometer; de bevolkingsdichtheid was toen 22,6 inwoners per km². De gemeente ligt in Vallespir.

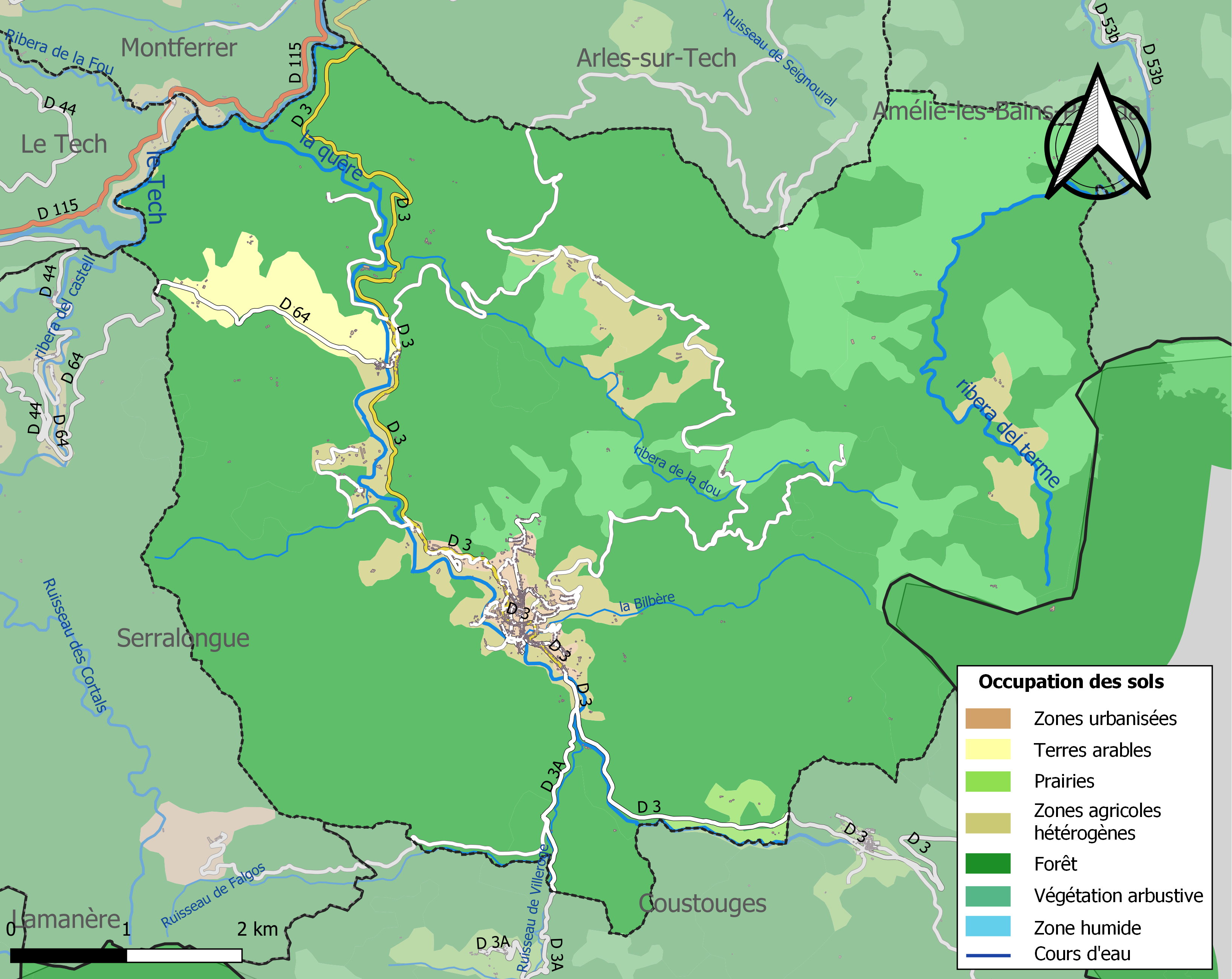
Kaart van de gemeente met de belangrijkste infrastructuur, bodemgebruik en omliggende gemeenten

## Politiek

### Lijst van burgemeesters

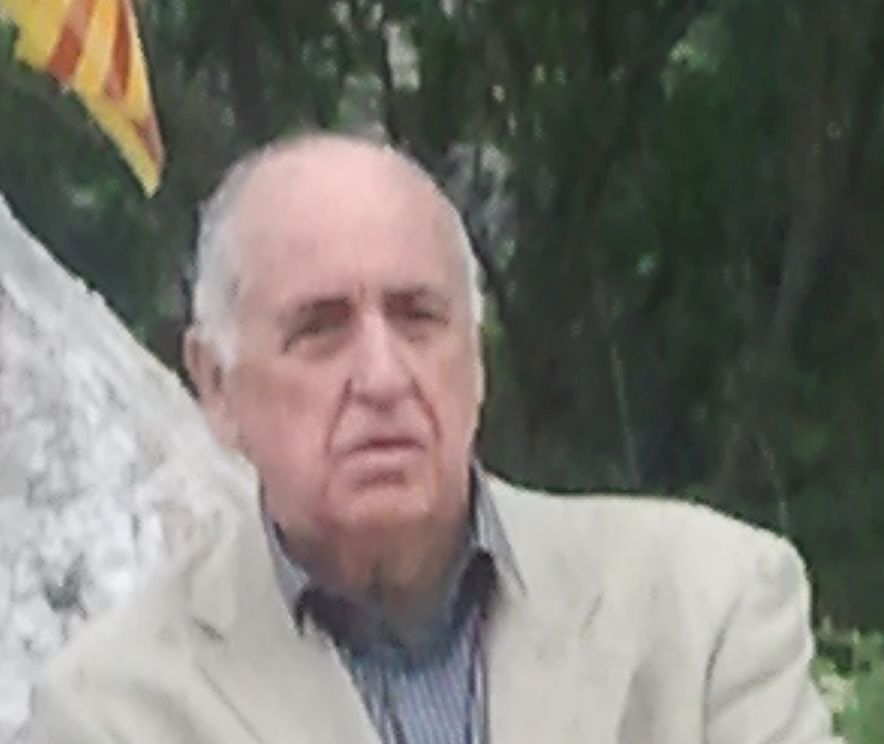
Louis Caseilles

| Naam burgemeester  | Ambtsperiode |
| ------------------ | ------------ |
| Guillaume Saquer   | 1944 - 1947  |
| Guillaume Julia    | 1947 - 1971  |
| Henri Rosé         | 1971 - 1977  |
| Pierre Reynaud     | 1977 - 1995  |
| Jean-Jacques Ramon | 1995 - 1998  |
| Isabelle Quintane  | 2001 - 2008  |
| Jacques Roitg      | 2008 - 2014  |
| Louis Caseilles    | 2014-        |

## Demografie
Onderstaande figuur toont het verloop van het inwonertal (bron: INSEE-tellingen).